# DSB MR
De DSB MR / MRD is een tweedelig diesel hydraulische treinstel voor het regionaal personenvervoer van de Deense spoorwegonderneming Danske Statsbaner (DSB).

## Geschiedenis
Het treinstel werd door Düwag te Uerdingen ontwikkeld uit de Baureihe 628 van de Deutsche Bahn. In eerste instantie werden bij DUEWAG 30 motorwagens (15 treinen) en bij ABB Scandia 32 motorwagens (16 treinen) van het type MR gebouwd. Na 1981 werden er bij ABB Scandia 36 motorwagens van het type MR en 98 motorwagens van het type MRD (met extra bagageafdeling) gebouwd en gecombineerd met de eerder gebouwde motorwagens van het type MR. De treinen vervingen treinen van het type MO.
In de jaren 1995-97 werden alle treinen bij Partner für Fahrzeug Ausstattung (PFA) in Duitsland voorzien van een nieuw interieur, nieuwe deuren en een ander verwarmingssysteem. De snelheid werd verhoogd tot 130 km/h.
In 1991/94 werd ATC geïnstalleerd.
De MR/MRD 4093 - 4099 werden ten behoeve van de boottrein Bådtoget Englænderen tussen Kopenhagen H en Esbjerg haven op het traject Kopenhagen - Fredericia en Fredericia - Esbjerg voorzien van een aantal 1e klas zitplaatsen.
In 2005 werden de resterende treinen in de grijs-blauwe huisstijl van de IC3 en IR4 geschilderd.
Het treinstel MR 4088 / MRD 4288 is sinds 9 september 2005 als DSB Museumstog opgeslagen in het depot van het Deens Spoorwegmuseum te Randers.

### Arriva
In 2003 ging het personenvervoer van een aantal spoorlijnen in Jutland over naar Arriva. Voor de treindiensten werden in totaal 43 treinstellen van het type MR/MRD door Arriva gehuurd. Hiervan werden 13 treinen in de huisstijl geschilderd. Deze treinstellen werden in 2011 aan DSB terug gegeven.
Voor het personenvervoer werden nog eens 13 treinstellen door Arriva van DSB gekocht. Voor het personenvervoer van de Poolse PCC-Arriva werden nog eens 7 treinstellen ingezet.

## Constructie en techniek
Het treinstel is opgebouwd uit een stalen frame. De treinen werden geleverd als tweedelig dieseltreinstel met hydraulische transmissie. Deze treinstellen kunnen tot zes stuks gecombineerd rijden. De treinstellen zijn uitgerust met luchtvering.

## Treindiensten
De treinen werden in 1978 door de Danske Statsbaner ingezet op de volgende trajecten.
- Jutland
- Funen

## Foto's

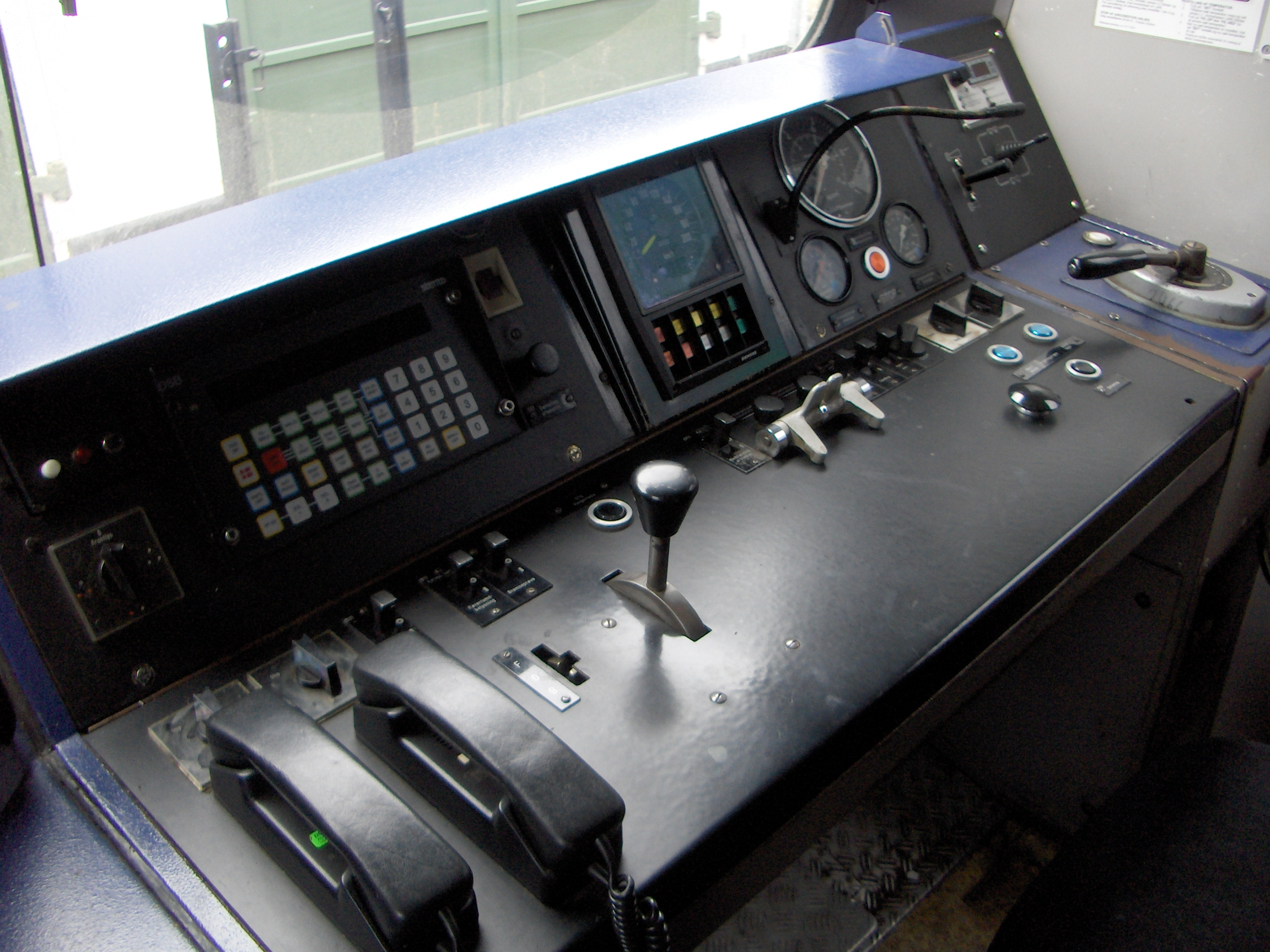
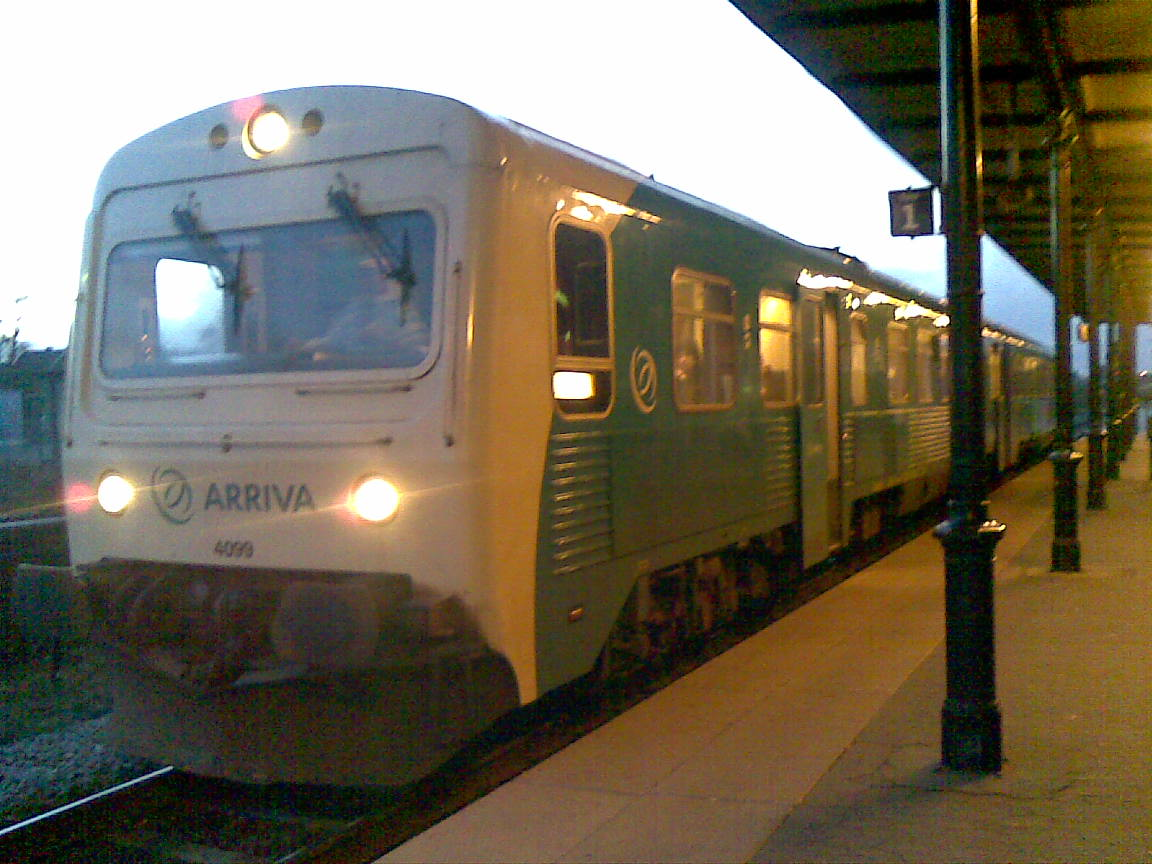
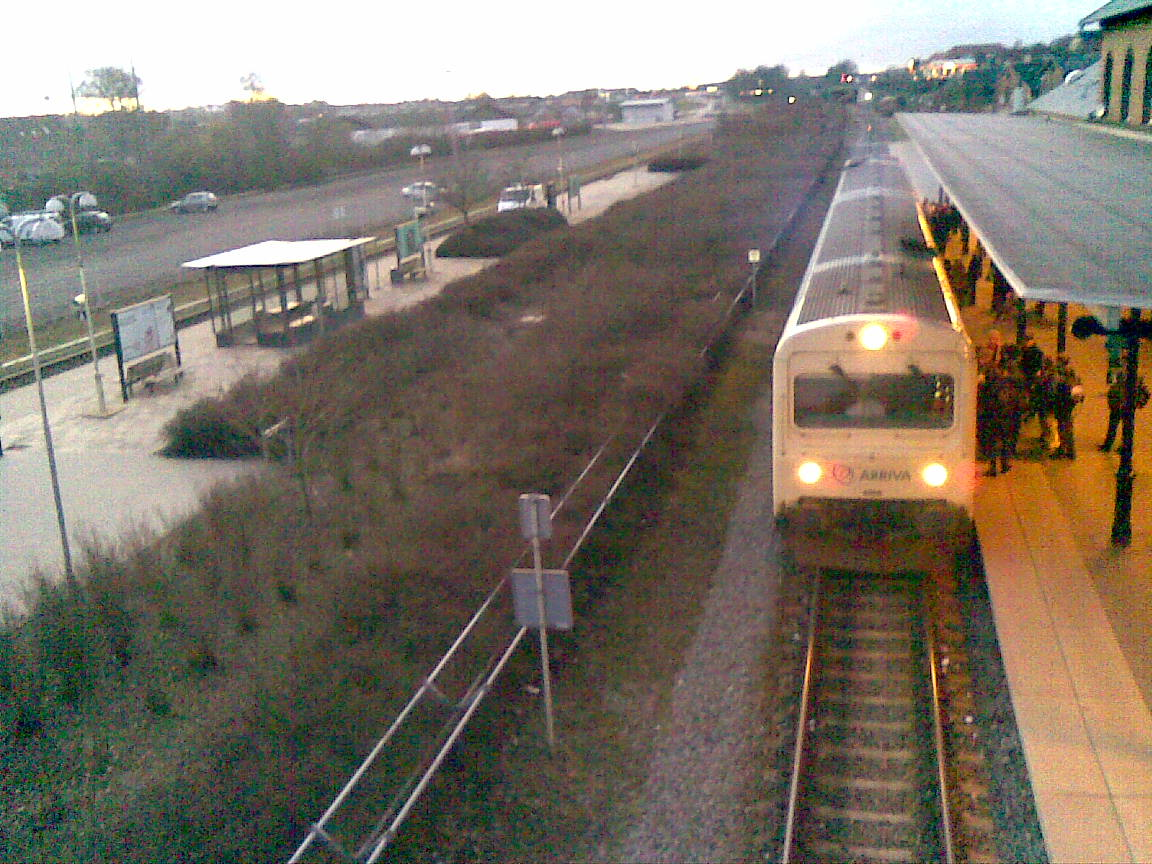
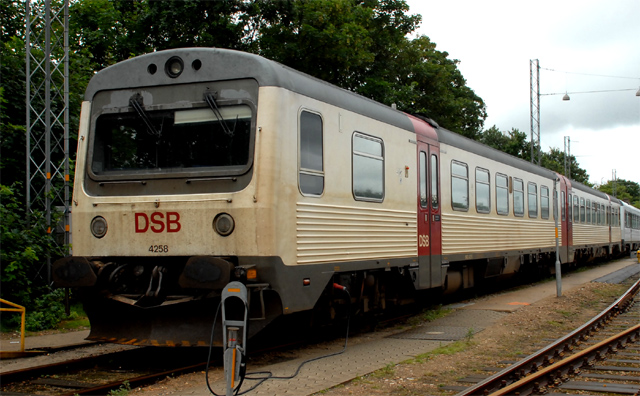
4258 op 11 juli 2007 te Esbjerg